# Costellariidae
Famille
Les Costellariidae sont une famille de mollusques gastéropodes marins carnivores de l'ordre des Neogastropoda. Cette famille est parfois également appelée mitres Vexillum. Cependant la principale famille de coquillages mitres est Mitridae, un groupe proche.

## Taxonomie
La famille était autrefois connue parfois sous le nom de Vexillidae.
Latiromitra (en) semble proche des Costellariidae dans l’analyse moléculaire phylogénétique de Fedosov & Kantor (2010).

## Liste des genres
La famille Costellariidae contient les genres suivants :
- Arenimitra Iredale, 1929[3]
- Austromitra (en) Finlay, 1927[4]
- Costellaria (en) Swainson, 1840[2] (non reconnu par WoRMS)
- Mitromica (en) S. S. Berry, 1958[2]
- Nodicostellaria Petuch, 1987[2]
- Pusia (en) Swainson, 1840 - C'est un genre distinct[2] ou un sous-genre de Vexillum[2] (non reconnu par WoRMS)
- Thala (en) H. Adams & A. Adams, 1853[2]
- Thaluta (en) Rosenberg & Callomon, 2003[2]
- Turricostellaria Petuch, 1987[3]
- Tosapusia Azuma, 1965[2] (non reconnu par WoRMS)
- Vexillum Röding, 1798[2] - synonyme : Turricula Fabricius, 1823 non Schumacher, 1817
- Visaya Poppe, Guillot de Suduiraut & Tagaro, 2006[2]
- Zierliana (en) Gray, 1847[2]

synonymes :
- Pusiolina Cossmann, 1921 est un synonyme de Microvoluta (en)[5]
- Turricula H. Adams & A. Adams, 1853 (à ne pas confondre avec Turricula (en) Schumacher, 1817) : synonyme de Vexillum Röding, 1798

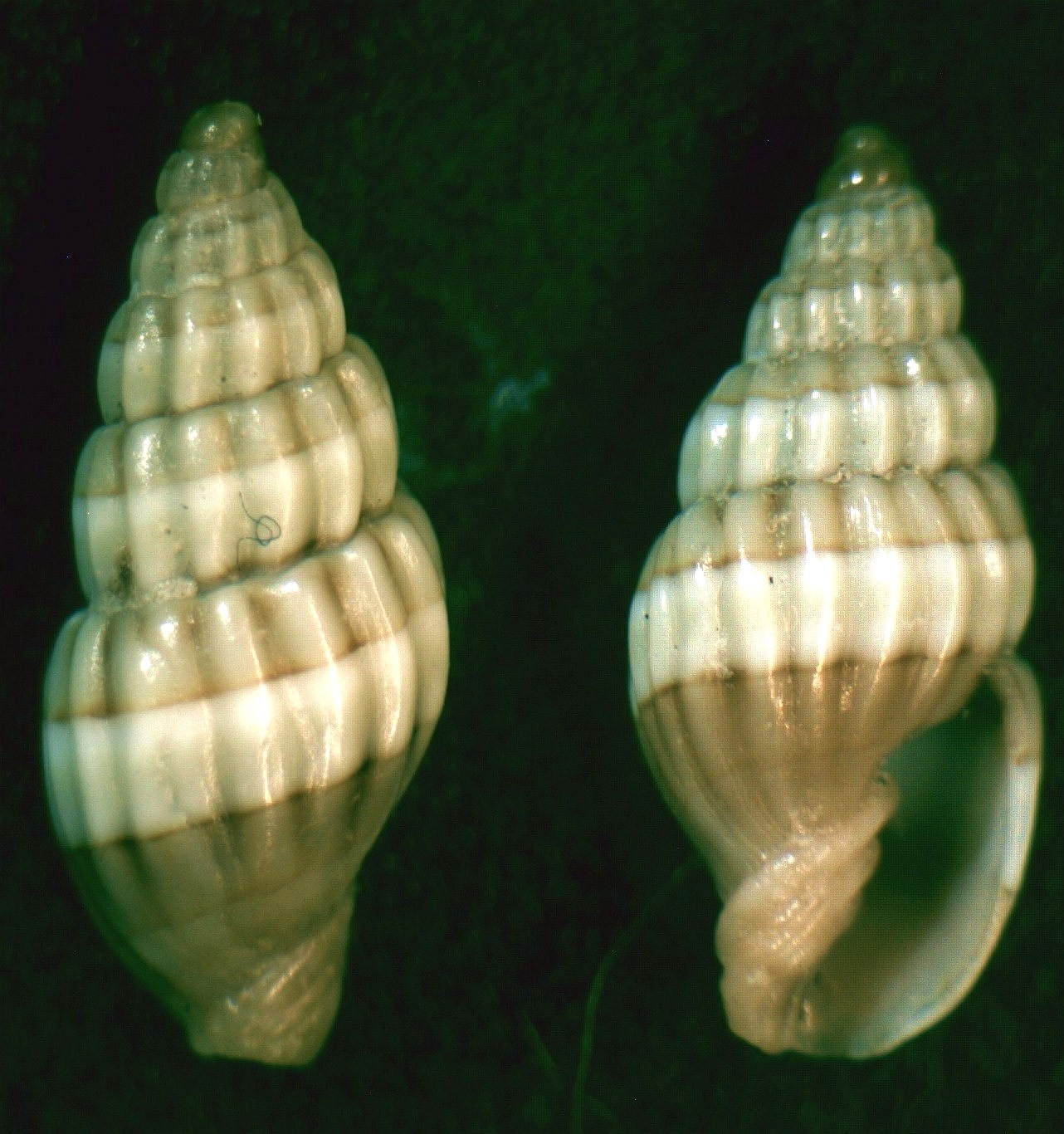
Austromitra analogica
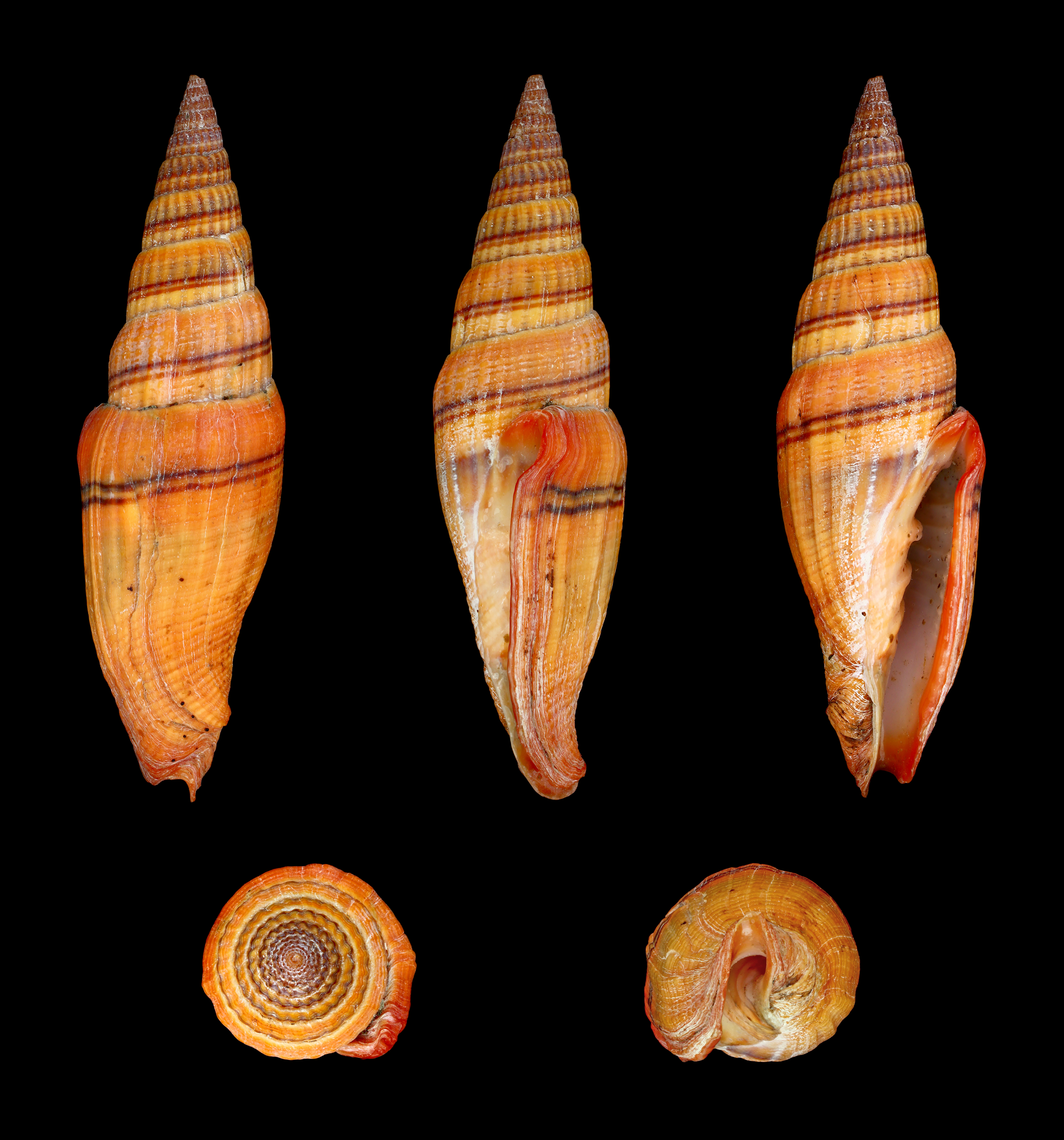
Vexillum ornatum
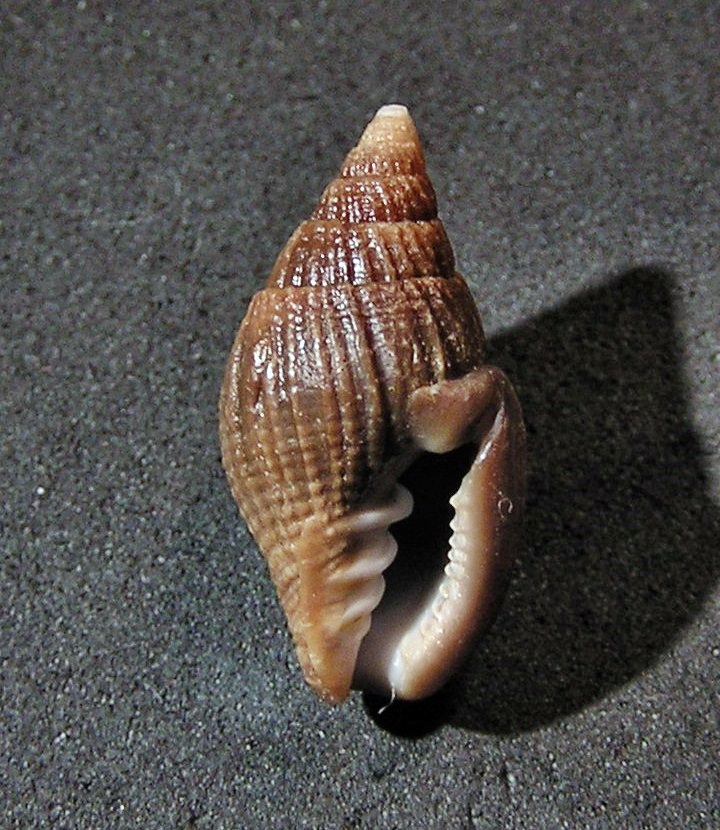
Zierliana woldemarii

## Publication originale
- (en) John Denis Macdonald, « Further observations on the metamorphosis of Gasteropoda, and the affinities of certain genera, with an attempted distribution of the principal families of the order », Transactions of the Linnean Society of London, vol. 23, no 1,‎ novembre 1860, p. 69-81 (ISSN 1945-9432, 1945-9335 et 1945-9432, DOI 10.1111/J.1096-3642.1860.TB00119.X, lire en ligne).